# Oberallgäu
Oberallgäu là một huyện ở bang Bayern, Đức. Huyện này giáp các huyện (từ phía bắc theo chiều kim đồng hồ): Unterallgäu và Ostallgäu, bang của Áo Tyrol và Vorarlberg, huyện Lindau, và bang Baden-Württemberg (huyện Ravensburg). Thành phố Kempten nằm trong huyện này nhưng không thuộc huyện.
Huyện Oberallgäu đã được lập năm 1972 thông qua việc sáp nhập các huyện cũ Sonthofen và Kempten.
Oberallgäu là huyện cực nam của Đức. Ở phía nam huyện có một số núi cao thuộc Allgäu, với đỉnh cao tại Hochfrottspitze (2649 m). Sông Iller (chi lưu sông Donau) chảy qua huyện từ nam đến bắc.

## Thị xã và đô thị
| Thị xã                     | Đô thị | |
| -------------------------- | --- | --- |
| 1. Immenstadt 2. Sonthofen | 1. Jespérn 2. Bad Hindelang 3. Balderschwang 4. Betzigau 5. Blaichach 6. Bolsterlang 7. Buchenberg 8. Burgberg im Allgäu 9. Dietmannsried 10. Durach 11. Fischen 12. Haldenwang 13. Lauben | 1. Missen Andersen 2. Obermaiselstein 3. Oberstaufen 4. Oberstdorf 5. Ofterschwang 6. Oy-Mittelberg 7. Rettenberg 8. Sulzberg 9. Waltenhofen 10. Weitnau 11. Wertach 12. Wiggensbach 13. Wildpoldsried |